# Hromadný hrob

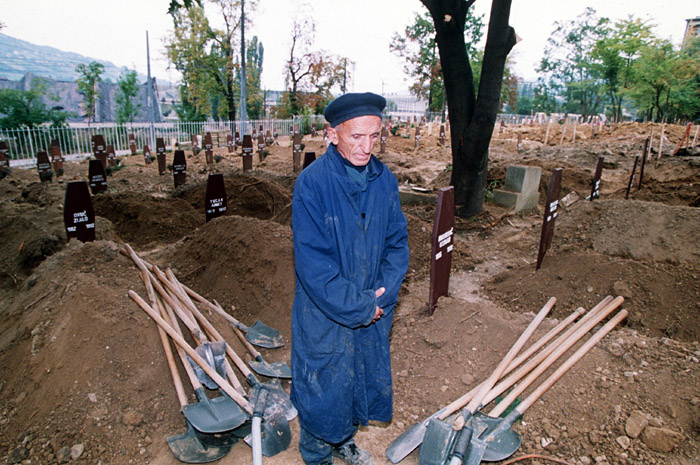
Hrobník na hřbitově v Sarajevu, 1992.

Hromadný hrob či masový hrob je místo použité pro uložení většího množství mrtvých obětí. Zpravidla se jedná o neidentifikovatelná lidská těla. Hromadný hrob bývá budován nejčastěji pro velký počet obětí přírodních katastrof či při velkých epidemiích nakažlivých chorob při pandemiích, v minulosti například při morových ranách, epidemiích cholery či neštovic apod. V dnešní době se obvykle jedná o hromadně povražděné lidi, které bylo nutno rychle pohřbít, zpravidla při nějaké formě náboženské, etnické či politické genocidy resp. při hromadných popravách většího množství osob. Jejich budováním se předchází šíření infekčních a jiných onemocnění v době přírodních krizí a v době války, začasté války občanské. Často také jde pachatelům těchto činů o to, aby došlo k zamaskování hromadných poprav.

## Historie
Jeden z největších hromadných hrobů byl objeven po skončení II. světové války v severovýchodním Polsku v okolí města Bełżec nedaleko jednoho z německých koncentračních táborů, obsahoval přibližně okolo 600 000 lidských ostatků zahrabaných v zemi. Na okraji běloruského Minsku, v místě zvaném Kurapaty, bylo roku 1988 objeveno celkem 510 hrobů s celkem cca 250 000 lidských těl, jedná se o předválečné (1937–1941) oběti NKVD. S masovými hroby je možno se setkat i dnes například na území Bosny a Hercegoviny, kdy v 90. letech 20. století došlo k velkému občanskému konfliktu mezi místními národy.